# ماریانو اگیلار (بازیکن فوتبال)
ماریانو اگیلار (انگلیسی: Mariano Aguilar؛ زادهٔ ۱۳ آوریل ۱۹۷۱) بازیکن فوتبال است.